# David Healy (attore)
David Healy (New York, 15 maggio 1929 – Londra, 25 ottobre 1995) è stato un attore statunitense.

## Biografia
Attivo anche in campo cinematografico e teatrale, è stato soprattutto un apprezzato interprete di musical sulle scene londinesi. Ha recitato nel West End di Londra nelle prime produzioni degli acclamati musical Songbook (1979), On the Twentieth Century (1980) e Follies (1986), oltre che nei revival di Guys and Dolls (Royal National Theatre, 1983 e 1984), Kismet (1994), The Music Man (1995) e One Touch of Venus di Kurt Weill (1995). Per la sua interpretazione del ruolo di "Nicely-Nicely" Johnson in Guys and Dolls vinse il Laurence Olivier Award al miglior attore non protagonista.
Sposato con Peggy Walsh, Healy ebbe due figli, William e Tim.

## Filmografia

### Cinema
- Doppio bersaglio (The Double Man), regia di Franklin J. Schaffner (1967)
- Agente 007 - Si vive solo due volte (You Only Live Twice), regia di Lewis Gilbert (1967)
- Solo quando rido (Only When I Laugh), regia di Basil Dearden (1968)
- Isadora, regia di Karel Reisz (1968)
- Patton, generale d'acciaio (Patton), regia di Franklin J. Schaffner (1970)
- Mircalla, l'amante immortale (Lust for a Vampire), regia di Jimmy Sangster (1971)
- Agente 007 - Una cascata di diamanti (Diamonds Are Forever), regia di Guy Hamilton (1971)
- Agente segreto al servizio di madame Sin (Madame Sin), regia di David Greene (1972)
- Champagne per due dopo il funerale (Endless Night), regia di Sidney Gilliat (1972)
- Un tocco di classe (A Touch of Class), regia di Melvin Frank (1973)
- Fase IV: distruzione Terra (Phase IV), regia di Saul Bass (1974)
- Ultimi bagliori di un crepuscolo (Twilight's Last Gleaming), regia di Robert Aldrich (1977)
- La nona configurazione (The Ninth Configuration), regia di William Peter Blatty (1980)
- Supergirl - La ragazza d'acciaio (Supergirl), regia di Jeannot Szwarc (1984)
- Labyrinth - Dove tutto è possibile (Labyrinth), regia di Jim Henson (1986)
- Luna di miele stregata (Haunted Honeymoon), regia di Gene Wilder (1986)

### Televisione
- Missione segreta (Espionage) – serie TV, episodi 1x15-1x22 (1964)
- Sex and the City – serie TV, episodio 1x03 (1998)

### Doppiaggio
- Lucky Luke - La ballata dei Dalton (La Ballade des Dalton), regia di René Goscinny (1982)

## Doppiatori italiani
- Carlo Buratti in Mircalla, l'amante immortale
- Michele Gammino in Agente 007 - Una cascata di diamanti
- Gianni Bonagura in Supergirl - La ragazza d'acciaio